# 두올
두올(Dual Co., Ltd.)은 대한민국의 기업이다. 본사는 서울특별시 강남구 영동대로96길 20 대화빌딩 2층에 위치해 있으며 대표이사는 조인회이다.
두올의 주가는 주요 고객인 현대·기아차 실적에 크게 좌우되고 있으며
주가가 바이오 사업 기대감으로 500배 급등하다가 공매도로 인해 급락하며 수천억원의 예상 손실이 400억~500억원대로 줄어들 것으로 보인다.
두올이 2022년 한 해 동안 인도향 에어백 120만개를 판매하여 전년 대비 2배 증가했다

## 상장
2016년 7월 29일에 공모가 8,500원에 코스닥 시장에 상장하였다. 

## 참고 문헌
1. ↑  두올…"주가 급등사유 없다.", LC뉴스, 2023.06.01
2. ↑  주가 500배 뛰더니…두올물산 급락에 공매도 투자자 '기사회생', 한국경제, 2022.04.14
3. ↑  두올, 2022년 인도향 에어백 판매량 전년대비 2배 증가, 서울경제, 2023.02.01